# Heerschappijtheologie
Heerschappijtheologie (in het Engels dominion theology) is een term die door sommige sociale wetenschappers en journalisten wordt gebruikt om een theologisch geïnspireerde politieke ideologie te beschrijven. De ideologie gaat uit van de stelling dat de gehele wereld geregeerd moet worden volgens de Bijbel en dat christenen daarom actief deel moeten nemen aan de politiek. De term heerschappijtheologie wordt met name gebruikt voor pinkster- en evangelische kerken en politieke bewegingen. In de traditionele gereformeerde kerken spreekt men van theocratische opvattingen. In Nederland worden deze het sterkst naar voren gebracht binnen de SGP, die echter nauwelijks aanhang heeft bij de pinkster- en evangelische christenen.

## Gedachtegoed
De aanhangers van de heerschappijtheologie leiden hun opvattingen vooral af uit de Bijbelse tekst waar God de mensheid heerschappij over de aarde verleent (Genesis 1:28). Tegenover de traditionele opvatting die hierin vooral de verantwoordelijkheid van de mens voor het onderhouden van de schepping ziet, beschouwt de heerschappijtheologie dit als een opdracht aan de christenen om de wereld te regeren. Daarnaast wordt ze beïnvloed door de chiliastische opvatting dat er vóór de wederkomst van Jezus een herstel zal komen van alle dingen op natuurlijk, politiek, milieu- en maatschappelijk vlak, alsmede het herstel van geestelijke zaken zoals een opleving van de christelijke kerken en herstel van de vijfvoudige bediening in de kerken.

## Geschiedenis
De heerschappijtheologie kwam in de jaren 70 op in de Verenigde Staten, waarbij het vermengd werd met aspecten van christelijk nationalisme. Op grond van hun premillenniaristische opvattingen waren de Amerikaanse evangelische christenen altijd afkerig geweest van politiek. Zij verwachten namelijk de wederkomst van Jezus Christus voorafgaand (pre) aan het Duizendjarig Rijk. Tot die tijd zouden christenen daarom weinig reden hebben zich om de gehele samenleving te bekommeren. Een belangrijke impuls kreeg de heerschappijtheologie met de Amerikaanse theoloog Francis Schaeffer. Deze ontleende veel van zijn ideeën aan de gereformeerde theologen Abraham Kuyper en Cornelius van Til. Hij wist hun postmillenniaristische opvattingen, die veel meer mogelijkheden boden voor politieke activiteit van christenen, te verbinden met zijn eigen premillenniaristische visie. Schaeffer leverde hierdoor een ideologische legitimering voor het ontstaan van het Amerikaanse christelijk fundamentalisme en Religieus Rechts.

## Soorten heerschappij
Er zijn binnen de heerschappijtheologie twee hoofdaccenten te onderscheiden:
1) Theocratische heerschappij. Heerschappij betekent in deze opvatting dat alles op aarde in christelijke handen moet komen en dat er een religieus herstel van alle zaken zal plaatsvinden, waaronder politieke en maatschappelijke zaken. Dit is de politiek en maatschappelijk meest zichtbare vorm van de heerschappijtheologie.
2) Theologische heerschappij. In deze benadering is heerschappij vooral een geestelijk principe. De oproep tot het onderwerpen van de aarde wordt beschouwd als een persoonlijke opdracht betreffende het eigen leven en het eigen gedeelte van de aarde. Ook aanhangers van deze opvatting geloven in een religieus herstel van alle dingen, binnen de politiek en binnen de kerken.

## Stromingen
Binnen de Verenigde Staten worden verschillende stromingen onderscheiden die vergelijkbare opvattingen hebben, maar kleine accentverschillen vertonen. De termen heerschappijtheologie of dominion theology zijn daardoor niet eenduidig. Enkele belangrijke varianten van de heerschappijtheologie zijn:
- Christian reconstructionism
- Kingdom Now theology
- Kinism